# Kayoko Moriyama
Kayoko Moriyama (森山 加代子 Moriyama Kayoko?,  Hakodate, Hokkaidō; 23 de marzo de 1940-Tokio, 6 de marzo de 2019) fue una cantante popular japonesa. 

## Carrera
En la década de 1960 compuso numerosas versiones basadas en canciones occidentales de carácter cómico, y en la década de 1970, tuvo como gran éxito su canción Shiroicho no Samba. Su apodo fue "Kayo-chan". 
En el verano de 1958 cantaba en el club de jazz Rotary de Sapporo, cuando fue contratada por Masao Nakase, presidente de Manasse Productions, y se mudó a Tokio.
En junio de 1960, hizo su primer disco con una versión de la canción italiana Tintarella di luna de Mina Mazzini, llamado Tsukikage no Napoli, vendiendo unas 500 000 copias, llegando a ser un gran éxito. Posteriormente compuso los éxitos Melon Kimochi y Tsukikage no Cuba. Fue invitada al 11° Kōhaku Uta Gassen en ese mismo año, con una popularidad rápida en ascenso. Posteriormente, realizó otros éxitos como Jinjiro y Pie no Pie no Pie.
El 6 de marzo de 2019 falleció a consecuencia de un cáncer colorrectal, a los 78 años.